# Raveniopsis necopinata
Raveniopsis necopinata là một loài thực vật có hoa trong họ Cửu lý hương. Loài này được Kallunki miêu tả khoa học đầu tiên năm 1991.